# Луи Шарль Орлеанский
Луи Шарль Альфонс Леодгард Орлеанский (фр. Louis Charles Alphonse Léodgard d’Orléans, 17 октября 1779, Пале-Рояль, I округ Парижа — 30 мая 1808, Каса-Миари) — граф Божоле, принц крови, сын Филиппа Эгалите и Марии-Аделаиды де Бурбон. Его старший брат Луи-Филипп I был последним королём французов.

## Биография
В 1781 году графиня Жанлис была назначена гувернанткой Луи-Шарля и двух его старших братьев Луи-Филиппа и Антуана. Два года спустя его наставником стал аббат Мариоттини, племянник апостольского нунция во Франции; в 1786 году он ушёл в отставку после конфликта с мадам де Жанлис. В 1789 году он был назначен на службу к губернатору Лебруну.
В апреле 1793 года Луи Шарль был арестован вместе со своим отцом и заключён в Форт-Сен-Жан в Марселе. Во время своего заключения он заболел туберкулёзом, который в конечном итоге стал причиной его ранней смерти. Его отец был казнён в ноябре 1793 года, а Луи Шарль оставался в тюрьме до августа 1796 года, когда Директория решила выслать его и его брата Антуана в Филадельфию. Французский поверенный в США назначил Луи Шарлю ежегодную пенсию в размере 15 тысяч франков.
В феврале 1797 года в Филадельфии к Луи Шарлю и Антуану присоединился их старший брат Луи-Филипп. Вместе они побывали в Нью-Йорке и Бостоне, а также пропутешествовали к северу от штата Мэн и к югу от Нэшвилла.
В сентябре 1797 года Луи Шарль и его братья узнали, что их мать отправилась в изгнание в Испанию, и поэтому они решили вернуться в Европу. Они отправились в Новый Орлеан, планируя отплыть на Кубу и оттуда в Испанию. Однако корабль, на который они сели в Новом Орлеане, в Мексиканском заливе был захвачен британским военным кораблём.
Англичане захватили трёх братьев, но всё равно отвезли их в Гавану. Не имея возможности добраться до Европы, три брата провели год на Кубе, пока их неожиданно не выслали испанские власти. В конце концов, они вернулись обратно в Нью-Йорк, и в январе 1800 года прибыли в Англию и поселились в Туикенеме под Лондоном.
В сентябре 1804 года Луи Шарль поступил в Королевский флот, но его здоровье не позволило ему продолжить военную карьеру. В октябре он и его братья отправились в короткую экспедицию на французское побережье. Они были обстреляны французскими батареями в Булони, но не пострадали.
В 1808 году, в попытке улучшить состояние его здоровья, Луи-Филипп отвёз брата в путешествии по Гибралтару, Сицилии и Мальте. Братья были приняты в Каса Миари, дворце в мальтийской столице Валлетте.
Несмотря на это, здоровье Луи Шарля продолжало ухудшаться. Он умер от туберкулёза через две недели после прибытия на Мальту. Десять лет спустя, в 1818 году, его останки были захоронены в соборе Святого Иоанна в Валлетте. Жан Жак Прадье спроектировал и изваял его надгробие, точная копия которой находится в Дрё.
Портреты Луи Шарля были написаны посмертно в 1818 году Альбертом Грегориусом и Шарлем-Франсуа Фелиппом (в настоящее время они находятся в Пале-Рояль). Ещё один портрет был написан в 1835 году Амеде Форе (сейчас во дворце в Э). Копии всех трёх портретов находятся в Версальском дворце.